# 日系コスタリカ人
日系コスタリカ人（にっけいコスタリカじん、スペイン語: Japonés Costarricense ）とは日本人の血を引いたコスタリカの市民である。